# 2007 TD418
2007 TD418, também escrito como 2007 TD418, é um objeto transnetuniano que está localizado no Cinturão de Kuiper, uma região do Sistema Solar. Este corpo celeste está em uma ressonância orbital de 3:7 com o planeta Netuno. Ele possui uma magnitude absoluta de 7,9 e tem um diâmetro estimado com 116 km.

## Descoberta
2007 TD418 foi descoberto no dia 8 de outubro de 2007.

## Órbita
A órbita de 2007 TD418 tem uma excentricidade de 0,186 e possui um semieixo maior de 48,116 UA. O seu periélio leva o mesmo a uma distância de 39,143 UA em relação ao Sol e seu afélio a 57,089 UA.